# Antoine Roussel
Pour les articles homonymes, voir Roussel.
Antoine Roussel (né le 21 novembre 1989 à Roubaix dans le département du Nord en France) est un joueur professionnel de hockey sur glace franco-canadien.

## Biographie

### Carrière en club
Roussel commence sa carrière en jouant à Deuil-la-Barre avant de rejoindre pendant sept ans les Corsaires de Nantes jusqu'en 2004. Il quitte alors la ville de Nantes pour faire partie de l'équipe junior des Dragons de Rouen entre 2002 et 2004. En 2004, ses parents décident de quitter la France pour aller travailler au Mont-Tremblant au Québec, Canada. Ainsi, lors de la saison suivante, Roussel rejoint les rangs midget AA avant de rejoindre les rangs AAA avec les Riverains du Collège Charles-Lemoyne lors de sa deuxième saison en Amérique du Nord en 2006-2007.
Au bout de douze rencontres, le directeur général et entraîneur-chef des Saguenéens de Chicoutimi de la Ligue de hockey junior majeur du Québec, Richard Martel, lui offre la possibilité de tenter sa chance dans son équipe pour la saison 2006-2007. Dès son deuxième match contre les Cataractes de Shawinigan, il compte un point et une passe décisive et est désigné première étoile du match.
En 2010, il devient professionnel avec les Royals de Reading dans l'ECHL. Il découvre parallèlement la Ligue américaine de hockey avec les Bruins de Providence. Le 2 juillet 2012, il signe un contrat de 2 ans avec les Stars de Dallas. Il est assigné aux Stars du Texas dans la LAH. Il est appelé par les Stars de Dallas le 30 janvier 2013. Le 1er février, il joue son premier match face aux Coyotes de Phoenix ; il marque son premier but en ouvrant le score face à Mike Smith et est désigné troisième étoile de la rencontre,. L'entraîneur Glen Gulutzan laisse sa chance à Roussel qui dispute trente-neuf matchs de saison régulière pour sept buts et autant d'assistances.
Il est, avec Pierre-Édouard Bellemare, le premier joueur français à en affronter un autre en LNH, le 18 octobre 2014 . Cette année-là, Roussel reçoit le « palet de glace » qui le récompense comme joueur français de l'année par la revue française spécialisée Slapshot Magazine. 
Le 21 novembre 2015, avec un but contre les Sabres de Buffalo, il devient le meilleur marqueur français de l'histoire en LNH avec 38 buts. Le 18 février 2017, lors d'une victoire en prolongation 4-3 des Stars de Dallas, il devient le premier joueur français à inscrire un coup du chapeau dans la LNH mais sa saison est interrompue le 2 mars lorsqu'il se blesse à une main en bloquant un tir de Johnny Boychuk, défenseur des Islanders de New York. 
Il reste six ans chez les Stars de Dallas puis rejoint les Canucks de Vancouver avec un contrat de quatre saisons pour douze millions de dollars.

### Carrière internationale
Il représente l'équipe de France de hockey sur glace En équipe nationale. Il prend part aux sélections jeunes. Après 6 campagnes internationales avec la France, Roussel aura disputé 44 matchs sous le maillot bleu pour 18 buts et 15 passes. Il est même sélectionné dans l'équipe All-Star des championnats du monde 2014.

### Après carrière
Sans contrat depuis la fin de la saison 2021-2022, il devient analyste à TVA Sports durant les avant-matchs des Canadiens de Montréal.

## Statistiques

### En club
| Saison     | Équipe                   | Ligue      |     | Saison régulière | Saison régulière | Saison régulière | Saison régulière | Saison régulière |   | Séries éliminatoires | Séries éliminatoires | Séries éliminatoires | Séries éliminatoires | Séries éliminatoires |
| Saison     | Équipe                   | Ligue      | PJ  | B                | A                | Pts              | Pun              | PJ               | B | A                    | Pts                  | Pun                  |                      |                      |
| 2006-2007  | Saguenéens de Chicoutimi | LHJMQ      | 56  | 7                | 13               | 20               | 55               | 4                | 0 | 0                    | 0                    | 14                   |                      |                      |
| 2007-2008  | Saguenéens de Chicoutimi | LHJMQ      | 70  | 13               | 24               | 37               | 121              | 5                | 0 | 4                    | 4                    | 29                   |                      |                      |
| 2008-2009  | Saguenéens de Chicoutimi | LHJMQ      | 58  | 15               | 20               | 35               | 110              | 4                | 0 | 2                    | 2                    | 15                   |                      |                      |
| 2009-2010  | Saguenéens de Chicoutimi | LHJMQ      | 68  | 24               | 23               | 47               | 131              | 7                | 4 | 5                    | 9                    | 10                   |                      |                      |
| 2010-2011  | Royals de Reading        | ECHL       | 5   | 0                | 1                | 1                | 7                | 8                | 0 | 3                    | 3                    | 14                   |                      |                      |
| 2010-2011  | Bruins de Providence     | LAH        | 42  | 1                | 7                | 8                | 88               | -                | - | -                    | -                    | -                    |                      |                      |
| 2011-2012  | Wolves de Chicago        | LAH        | 61  | 4                | 5                | 9                | 177              | 2                | 0 | 0                    | 0                    | 6                    |                      |                      |
| 2012-2013  | Stars du Texas           | LAH        | 43  | 8                | 11               | 19               | 107              | -                | - | -                    | -                    | -                    |                      |                      |
| 2012-2013  | Stars de Dallas          | LNH        | 39  | 7                | 7                | 14               | 85               | -                | - | -                    | -                    | -                    |                      |                      |
| 2013-2014  | Stars de Dallas          | LNH        | 81  | 14               | 15               | 29               | 209              | 6                | 0 | 3                    | 3                    | 27                   |                      |                      |
| 2014-2015  | Stars de Dallas          | LNH        | 80  | 13               | 12               | 25               | 148              | -                | - | -                    | -                    | -                    |                      |                      |
| 2015-2016  | Stars de Dallas          | LNH        | 80  | 13               | 16               | 29               | 123              | 13               | 2 | 0                    | 2                    | 16                   |                      |                      |
| 2016-2017  | Stars de Dallas          | LNH        | 60  | 12               | 15               | 27               | 115              | -                | - | -                    | -                    | -                    |                      |                      |
| 2017-2018  | Stars de Dallas          | LNH        | 73  | 5                | 12               | 17               | 126              | -                | - | -                    | -                    | -                    |                      |                      |
| 2018-2019  | Canucks de Vancouver     | LNH        | 65  | 9                | 22               | 31               | 118              | -                | - | -                    | -                    | -                    |                      |                      |
| 2019-2020  | Canucks de Vancouver     | LNH        | 41  | 7                | 6                | 13               | 43               | 17               | 2 | 2                    | 4                    | 46                   |                      |                      |
| 2019-2020  | Comets d'Utica           | LAH        | 2   | 0                | 1                | 1                | 4                | -                | - | -                    | -                    | -                    |                      |                      |
| 2020-2021  | Canucks de Vancouver     | LNH        | 35  | 1                | 3                | 4                | 37               | -                | - | -                    | -                    | -                    |                      |                      |
| 2021-2022  | Coyotes de l'Arizona     | LNH        | 53  | 4                | 4                | 8                | 59               | -                | - | -                    | -                    | -                    |                      |                      |
| Totaux LNH | Totaux LNH               | Totaux LNH | 607 | 85               | 112              | 197              | 1 063            | 36               | 4 | 5                    | 9                    | 89                   |                      |                      |

### En équipe nationale
| Année | Évènement                               |   | PJ | B | A  | Pts | Pun | +/-                                       |  | Résultat |
| 2006  | Championnat du monde moins de 18 ans D1 | 5 | 0  | 1 | 1  | 8   | -4  | Quatrième place de la division 1 groupe A |  |          |
| 2009  | Championnat du monde junior             | 5 | 6  | 2 | 8  | 2   | +5  | Troisième place de la division 1 groupe A |  |          |
| 2012  | Championnat du monde                    | 7 | 1  | 2 | 3  | 6   | -2  | Neuvième place                            |  |          |
| 2013  | Championnat du monde                    | 7 | 2  | 1 | 3  | 10  | 0   | Treizième place                           |  |          |
| 2014  | Championnat du monde                    | 8 | 6  | 5 | 11 | 16  | +6  | Huitième place                            |  |          |
| 2015  | Championnat du monde                    | 7 | 0  | 2 | 2  | 34  | +2  | Douzième place                            |  |          |
| 2017  | Championnat du monde                    | 7 | 6  | 2 | 8  | 18  | +3  | Neuvième place                            |  |          |